# Калинкин, Михаил Михайлович
Михаил Михайлович Кали́нкин (род. 27 июня 1959, Славгород) — советский и российский автор и исполнитель военной песни, полковник.
Песенное творчество М. М. Калинкина содержит, главным образом, песни на тему Великой Отечественной войны, Войны в Афганистане и боевых действий в различных горячих точках на постсоветском пространстве, а также на тему событий конца 1980-х — начала 1990-х годов в СССР и России, в форме общественно-политической сатиры.

## Биография
Михаил Калинкин родился 27 июня 1959 года в городе Славгороде Алтайского края, в семье военного. Отец генерал-майор Михаил Алексеевич Калинкин.
В 1982 году окончил Военный инженерный краснознаменный институт им. А. Ф. Можайского.
О выборе своего жизненного пути сам Михаил Михайлович говорил, что хотел стать музыкантом, а стал военным. Отец (тоже военный) сказал ему: «Миша, если ты выучишься на музыканта, то военным уже никогда не станешь, а если будешь военным, то на гитаре играть точно научишься». Уже на первом курсе военного училища играл в ВИА, а со второго по пятый пришлось поработать на 45 свадьбах. Мотивировал это тем, что не мог бросить своих боевых товарищей. Вот так и началась военно-музыкальная карьера. 
А в 1982 году, когда впервые попал на Кавказ, полюбил всей душой горы; 9 раз был на Эльбрусе.
Характеризуя свою военную службу, Калинкин с иронией говорит о том, что: «служил всю жизнь „штабной крысой“ в „Арбатском военном округе“, выполнял боевые задачи круглые сутки без выходных и праздников».
Живёт в Москве. Пятеро детей.

## Творчество
Организатор фестивалей «Музыкальная Академия Приключений» (Москва, 2006—2007), «Музыка заточенных кантов» (Приэльбрусье, февраль 2006—2009), «ПРИЭЛЬБРУСЬЕ» (Приэльбрусье, март 1999—2009).
Организатор проектов «Ночь без войны» (Моск. обл., Боровое 2004—2008), «Батальонная разведка» (совместно с Игорем Морозовым. Москва, 2007—2009).
Участник трио «Полковники» (совместно с Михаилом Михайловым и Виктором Трофимовым).
Вышли магнитоальбомы «Москва-Чегет», «Второй Чегет», «Портрет на фоне неба», «Честь имею», «Белая гора» (совместно с В.Городзейским), «Военные песни», «Танковые песни», «Спецназ», «Ко дню рождения Виктора Пугачева» (песни об авиации), «Музей войсковых фигур», «Любовь», «Лето…», «Дорожный просвет», «Горнолыжный карнавал», «Эльбрусиада», «Сезон 2000», «Полтинник на горных лыжах». 
 
В 2009 году вышел сборник горнолыжных стихов и песен «Горным лыжам нет альтернативы!»

## Музыкальные награды и премии
Михаил Калинкин является лауреатом:
- «Грушинского фестиваля» (2002)[2][3]
- Фестиваля «Коломенское» (Москва, 2002)
- Фестиваля «Катюша» (Москва, 2007).

## Фестивальная деятельность
Ведущий и участник фестивалей:
- «Коломенское» (Москва, 2002—2008),
- «Суворовский бивак» (Московская область, 2004—2007),
- «ПроРОК2» (Московская область, 2007—2008),
- «Антоновский фестиваль» (Нижний Тагил, 2007),
- военных площадок «Грушинского фестиваля» (2002, 2003, 2008),
- фестивалей «Куликово поле» (Тульская область, 2008, 2014).

Участник фестиваля «После боя сердце просит музыки вдвойне» (Пермь, Пермский Край, 2016)